# Championnat d'Algérie d'échecs
Le Championnat d'Algérie d'échecs est une compétition qui permet de désigner le meilleur joueur d'échecs d'Algérie. Il est actuellement organisé par la fédération algérienne des échecs (FADE).

## Historique
La fédération algérienne des échecs a été créée en 1973. Elle a rejoint la FIDE l'année d'après et elle a organisé les premiers championnats nationaux en 1975.

## Vainqueurs du championnat national mixte
Voici les différents vainqueurs du championnat d'Algérie. 
| Année | Vainqueur              | Championne féminine |
| ----- | ---------------------- | ------------------- |
| 1975  | Chaabi                 |                     |
| 1976  | Boulsane kamel         |                     |
| 1977  | Abdelatif Henni        |                     |
| 1978  | Abdelatif Kharchi      |                     |
| 1979  | Abdelatif Kharchi      |                     |
| 1980  | Zitouni Cherrad        |                     |
| 1981  | Aziz Madani Benhadi    |                     |
| 1982  | Abdelhamid Slimani     |                     |
| 1983  | Abderahmane Bousmaha   |                     |
| 1985  | Abderahmane Bousmaha   |                     |
| 1986  | Kamel Sebih            |                     |
| 1987  |                        |                     |
| 1988  | Mahfoud Boudiba (ru)   |                     |
| 1989  | Kamel Sebih            |                     |
| 1990  | Kamel Sebih            |                     |
| 1991  | Abd'Ennacer Bammoune   |                     |
| 1992  | Abdelnour Ahmed Zaid   |                     |
| 1993  | Kamel Sebih            |                     |
| 1994  | Ryad Rizouk (ca)       |                     |
| 1995  | Mohamed Henni          |                     |
| 1996  | Mohamed Henni          |                     |
| 1997  | Mohamed Henni          |                     |
| 1998  | Mohamed Henni          |                     |
| 1999  | Aimen Rizouk           |                     |
| 2000  | Mohamed Henni          |                     |
| 2001  | Saâd Belouadah (br)    |                     |
| 2002  | Saad Belouadah         |                     |
| 2003  | Mohamed Henni          |                     |
| 2004  | Saad Belouadah         |                     |
| 2005  | Mohamed Haddouche      |                     |
| 2006  | Badr-Eddine Khelfallah |                     |
| 2007  | Saad Belouadah         |                     |
| 2008  | Tarek Goutali (br)     |                     |
| 2009  | Mohamed Haddouche      |                     |
| 2010  | Saad Belouadah         |                     |
| 2011  | BAHRI ZAKARIA          | Sabrina Latreche    |
| 2012  | BAHRI ZAKARIA          |                     |
| 2013  | BAHRI ZAKARIA          | Amina Mezioud       |
| 2014  | Mohamed Haddouche[2]   | Lylia Meghara       |
| 2015  | Mohamed Haddouche[3]   | Sabrina Latreche    |
| 2016  | Chafik Talbi[4]        | Sabrina Latreche    |
| 2017  | Mohamed Haddouche[5]   | Sabrina Latreche    |
| 2018  | Bilel Bellahcene[6]    | Sabrina Latreche    |
| 2019  | Chafik Talbi           |                     |
| 2020  |                        |                     |
| 2021  | Djabri Massinas        | Chahrazed Djerroud  |
| 2022  | Djabir Massinas[7]     | Chahrazed Djerroud  |
| 2023  | Djabri Masssinas       | Rania Nassr         |
| 2024  | Abdellah Amrane        | Rania Nassr         |

## Champions algériens d'échecs par correspondance
1. Mohamed Samraoui (1981-1984)
2. L.  Hamidouche (1983-1985)
3. Mohamed Samraoui (1984-1986)
4. Mohamed Samraoui (1985-1987)
5. Abderraouf Chorfa (1986-1988)
6. M.  Abdelauf  (1987-1989)
7. Lahouari Meslem (1988-1990)
8. Mohamed Samraoui (1989-1991)
9. Gmar Benagoudjil (1990-1993)
10. Med Said Amrane (1991-1994)
11. Bonalem Bendou (1992-1995)
12. Med Said Amrane (1994-1997)
13. Mohamed Samraoui - Samy Ould Ahmed (2007-2008)  [8]
14. Samy Ould Ahmed (2008-2009)  [9]
15. Mourad Boumbar (2010-2011)  [10]
16. Mourad Boumbar - Khaled Dorbane (2010-2011)  [11]
17. Mourad Boumbar (2011-2012)  [12]

## Championnat national féminin
| Année | Vainqueur             |
| ----- | --------------------- |
| 2022  | Djerroud Chahrazed[7] |